# Атанас Атанасов (агроном)
Вижте пояснителната страница за други личности с името Атанас Атанасов.
Атанас Иванов Атанасов е български учен – агроном, академик.
Завършва „Агрономство“ във Висшия селскостопански институт в София през 1967 г. Има редица специализации – в СССР, Франция, Унгария, Канада, Белгия. Придобива научни степени след защитени дисертации: кандидат на биологическите науки (1977) и доктор на селскостопанските науки (1989). Хабилитиран е за научни звания старши научен сътрудник: II степен (1982) и I степен (1989).
Член-кореспондент (1997) и академик (2003) на Българската академия на науките, на академиите на селскостопанските науки на Украйна и Русия, почетен доктор на Университета по земеделие и ветеринарна медицина в Клуж-Напока и на Академията на селскостопанските и горските науки на Румъния. Удостоен е с много международни награди.
Научните му изследвания са в областта на генетичните биотехнологии, на клоналното размножаване на при културни и диви растения, на геномиката. Автор е на метод за „инвитро“ отглеждани зародиши при царевица, слънчоглед, череша, лоза и др. Създава нови сортове и селекционни линии. Работи върху разработването и прилагането на законодателство за биобезопасност и контрол по използването на генетично подобрени растения, ГМО и др.
Научните му трудове са публикувани в повече от 170 престижни български и чуждестранни научни издания. Преподавал е в Софийския университет, Аграрния университет, Химико-технологичния и металургичен университет. Под негово научно ръководство са защитили 32 доктори на науките и 21 дипломанти.
Бил е директор на Института по генетично инженерство на Селскостопанската академия в Костинброд (1988 – 2004). Директор е на Агробиоинститут от 2001 г. Заемал е и други ръководни длъжности в своята научна област.
Агент "Шумев"- ДС -ПГУ